# Oschophoria
Oschophoria (ὠσχοφόρια) nannte man ein attisches Weinlesefest.
Das Fest wurde im Monat Pyanopsion (siehe auch Attischer Kalender), der dem September oder Oktober entsprechen dürfte, gefeiert. Die zwei Oschophoroi, junge Männer, die Traubenbüschel trugen, wurden von den Deipnophoroi, den Brotträgerinnen, und einer Prozession begleitet. Sie zogen von Athen aus zum Kultbild der Athena Skiras in Phaleron. Zur Feier der Oschophoria gehörten außerdem Tänze und ein Wettlauf. Welche Rolle der Weingott Dionysos bei diesem Fest spielte, ist unklar, hingegen gilt durch Plutarch (Thes. 22-23) als gesichert, dass eine Verbindung zur Theseussage und dem Tribut an Kreta bestand: Theseus habe zwei junge Männer in die Schar der Mädchen eingeschmuggelt, die nach Kreta zu bringen waren, und dort den Minotaurus getötet. Nachdem diese beiden jungen Männer wohlbehalten zurückgekehrt seien, hätten sie – in der Kleidung, die seitdem für dieses Fest vorgeschrieben sei – die Tradition der Prozession eingeleitet. Die beiden Deipnophoroi hingegen symbolisierten die Mütter der jungen Kretafahrer, die ihnen Speisen gebracht und Geschichten erzählt hätten, weshalb es auch immer noch Brauch sei, an diesem Fest Geschichten zu erzählen. Das Fest könnte sowohl landwirtschaftliche als auch initiatorische Funktionen gehabt haben.